# Quang Lịch
Quang Lịch là một xã thuộc tỉnh Hưng Yên, Việt Nam.

## Địa lý
Xã Quang Lịch nằm ở phía nam của tỉnh Hưng Yên, có vị trí địa lý:
- Phía đông giáp xã Bình Nguyên và xã Lê Lợi.
- Phía tây giáp xã Vũ Quý.
- Phía nam giáp xã Kiến Xương.
- Phía bắc giáp phường Trần Lãm.

## Lịch sử
Ngày 16 tháng 6 năm 2025, Ủy ban Thường vụ Quốc hội ban hành Nghị quyết số 1666/NQ-UBTVQH15 về việc sắp xếp các đơn vị hành chính cấp xã của tỉnh Hưng Yên năm 2025. Theo đó, sắp xếp toàn bộ diện tích tự nhiên, quy mô dân số của các xã Hòa Bình (huyện Kiến Xương), Vũ Lễ và Quang Lịch thành xã mới có tên gọi là xã Quang Lịch.